# 푸리진

푸리진의 위치

푸리진(중국어: 埔里鎮, 병음: Pǔlǐ zhèn)은 중화민국 난터우현의 진이다. 넓이는 162.2227km2이고, 인구는 2015년 8월 기준으로 82,448명이다.

## 지리
푸리는 대만의 중심에 위치하고 난터우현의 중앙부에서 약간 북쪽에 있다. 동쪽에서 동북쪽까지는 런아이향과 남쪽은 위츠향과 서쪽 및 북서쪽은 궈싱향에 위치한다. 푸리는 고대의 호수이고 완우시(万霧渓)와 난강시(南港渓)의 퇴적물에 의해 분지가 형성되었다고 추정된다. 타이완 중부의 구릉구에 있으며, 아열대 습윤기후에 속하면서도 기온의 차이가 작은 것이 특징으로 겨울은 따뜻하고 여름은 시원하다. 강수량도 풍부하고 안개의 발생이 많은 매우 습윤한 기후이다.

## 역사
19세기에 이곳은 포사(埔社) 또는 포리사(埔裏社)로 불렸다. 아타얄족의 이름은 사바하바칼라이고 이것은 '별의 집'을 의미한다.

## 교육
- 국립 즈난 국제대학

## 교통
- 국도 6호선